# Блэк, Пиппа
Пи́ппа Блэк (англ. Pippa Black, 16 октября 1982, Фернтри Галли, Виктория, Австралия) — австралийская актриса. С 2005 по 2009 года сыграла роль Элли Робинсон в мыльной опере «Соседи», с 2010 года снимается в роли Тони в телесериале «Сбежавшая работа».

## Фильмография
| Год       |    | Русское название                        | Оригинальное название             | Роль              |
| --------- | -- | --------------------------------------- | --------------------------------- | ----------------- |
| 2013      | с  | «Royal Pains»                           | Royal Pains                       | Monique           |
| 2013      | с  | «Perception»                            | Perception                        | Wendy / Candy     |
| 2012      | ф  | «My Funny Valentine»                    | My Funny Valentine                | Zoe               |
| 2012      | с  | «Закон и порядок: Special Victims Unit» | Law & Order: Special Victims Unit | Carissa Gibson    |
| 2010—2011 | с  | «Сбежавшая работа»                      | Outsourced                        | Тоня              |
| 2010      | мф | «Tegan the Vegan»                       | Tegan the Vegan                   | Эленор            |
| 2010      | с  | «Отдел убийств»                         | City Homicide                     | Эмили Ригби       |
| 2009      | ф  | «The Wake»                              | The Wake                          | Софи              |
| 2009      | ф  | «Emergence»                             | Emergence                         | Рэйчел            |
| 2005—2009 | с  | «Соседи»                                | Neighbours                        | Элли Робинсон     |
| 2005      | с  | «Герой-одиночка»                        | Last Man Standing                 | Крисси            |
| 2004      | с  | «Наша секретная жизнь»                  | The Secret Life of Us             | Мадлен            |
| 2003      | тф | «Зло бессмертно»                        | Evil Never Dies                   | Девочка-студентка |